# Stormseizoen in Europa 2023-2024
Dit artikel geeft een overzicht van zware stormen in Europa in het seizoen 2023-2024. De periode loopt van september 2023 tot augustus 2024.
Seizoen 2023-2024 is het negende Europese stormseizoen op rij waarin de stormen een eigen naam krijgen. De stormnamen van het nieuwe seizoen werden op 1 september 2023 vrijgegeven. Stormen die zich voordoen tot en met 31 augustus 2024 worden in dit seizoen opgenomen. Dit is het vijfde seizoen waarin Nederland (het KNMI) meedoet, samen met de weersinstituten van Ierland en het Verenigd Koninkrijk (Western Group). De Portugese, Spaanse, Franse en Belgische (het KMI) meteorologische agentschappen werken opnieuw, voor de zevende keer, samen met het Luxemburgse weersinstituut (South-western Group). Dit is het derde seizoen waarin Griekenland, Israël en Cyprus (Eastern Mediterranean Group), en Italië, Slovenië, Kroatië, Montenegro, Noord-Macedonië en Malta (Central Mediterranean Group) stormen benoemen die hun gebieden treffen.

## Achtergrond
Er bestaat in Europa geen universele definitie van wat een storm inhoudt, noch bestaat er een universeel geaccepteerd systeem voor het benoemen van stormen. In de Western Group (Groot-Brittannië, Ierland en Nederland) wordt bijvoorbeeld van een storm gesproken als een van de meteorologische instanties in die landen een "code oranje" afgeeft (amber in Groot-Brittannië), wat doorgaans een waarschijnlijkheid van een storm aanduidt met aanhoudende windsnelheden van meer dan 65 km/uur of wijdverbreide windstoten van meer dan 110 km/uur (Vereiste windsnelheden variëren enigszins per instantie en per seizoen). Bij het benoemen van een storm wordt rekening gehouden met zowel de waarschijnlijkheid van een impact als de potentiële ernst van deze storm. De South-western Group (Spanje, Portugal en Frankrijk) delen een soortgelijk systeem voor de naamgeving van stormen, hoewel hun namen verschillen van die welke door de Western Group worden gebruikt. In Griekenland zijn echter naamgevingscriteria opgesteld voor stormen waarbij de voorspelde windsnelheden boven land boven de 50 km/uur liggen, waarbij de wind naar verwachting een aanzienlijke impact zal hebben op de infrastructuur. In Denemarken moet een storm een gemiddelde windsnelheid per uur hebben van minimaal 90 km/uur (25 m/s).
De meteorologie-afdeling van de Vrije Universiteit van Berlijn (FUB) benoemt alle hoge- en lagedruksystemen die Europa treffen, hoewel ze geen namen geven aan daadwerkelijke stormen. Een storm die bij een van deze druksystemen hoort, zal soms worden herkend aan de naam die door de FUB aan het bijbehorende druksysteem is toegekend. In dit artikel worden genoemde stormen beschreven die zijn erkend door een Europees meteorologisch agentschap.
Voormalige Atlantische orkanen zullen hun naam behouden zoals toegewezen door het National Hurricane Center van de Verenigde Staten.

## Western Group
De volgende namen werden gekozen voor het seizoen 2023-2024 in het Verenigd Koninkrijk, Ierland en Nederland.
- Agnes
- Babet
- Ciarán[5]
- Debi
- Elin
- Fergus
- Gerrit[6]
- Henk[7]
- Isha
- Jocelyn
- Kathleen
- Lilian
- Minnie (niet gebruikt)
- Nicholas (niet gebruikt)
- Olga (niet gebruikt)
- Piet (niet gebruikt)
- Regina (niet gebruikt)
- Stuart (niet gebruikt)
- Tamiko (niet gebruikt)
- Vincent (niet gebruikt)
- Walid (niet gebruikt)

## South-western Group
De volgende namen (afwisselend vrouwelijk en mannelijk) werden gekozen voor het seizoen 2023-2024 in Frankrijk, Spanje, Portugal, Luxemburg en België.
- Aline
- Bernard
- Celine
- Domingos[9]
- Elisa
- Frederico
- Geraldine
- Hipolito
- Irene
- Juan
- Karlotta
- Louis
- Monica [10]
- Nelson
- Olivia
- Pierrick
- Renata [11]
- Sancho (niet gebruikt)
- Tatiana (niet gebruikt)
- Vasco (niet gebruikt)
- Wilhelmina (niet gebruikt)

## Eastern Mediterranean Group
De Eastern Mediterranean Group werkt iets anders dan andere naamlijsten. In plaats van een seizoen te beëindigen op 31 augustus van dat jaar, beëindigen ze het seizoen op 30 september van dat jaar. Dit zijn de namen die werden gekozen voor het seizoen 2023-2024 in Griekenland, Israël en Cyprus.
- Avgi
- Ben (niet gebruikt)
- Cornelius (niet gebruikt)
- Doros (niet gebruikt)
- Eden (niet gebruikt)
- Fedra (niet gebruikt)
- Gea (niet gebruikt)
- Hillel (niet gebruikt)
- Iris (niet gebruikt)
- Kerean (niet gebruikt)
- Leonidas (niet gebruikt)
- Maria (niet gebruikt)
- Nir (niet gebruikt)
- Olympias (niet gebruikt)
- Petros (niet gebruikt)
- Qamar (niet gebruikt)
- Raphael (niet gebruikt)
- Sofia (niet gebruikt)
- Tal (niet gebruikt)
- Urania (niet gebruikt)
- Viran (niet gebruikt)
- Widad (niet gebruikt)
- Xenophon (niet gebruikt)
- Yakinthi (niet gebruikt)
- Zivv (niet gebruikt)

## Central Mediterranean Group
De volgende namen (afwisselend vrouwelijk en mannelijk) werden gekozen voor het seizoen 2023-2024 in Italië, Slovenië, Kroatië, Montenegro, Albanië en Malta.
- Alexis
- Bettina
- Ciro
- Dorothea
- Emil
- Fedra
- Gori
- Helga (niet gebruikt)
- Italo (niet gebruikt)
- Lilith (niet gebruikt)
- Marco (niet gebruikt)
- Nada (niet gebruikt)
- Ole (niet gebruikt)
- Palmira (niet gebruikt)
- Rocky (niet gebruikt)
- Shirlene (niet gebruikt)
- Tino (niet gebruikt)
- Ute (niet gebruikt)
- Vito (niet gebruikt)
- Zena (niet gebruikt)

## Central & Southern Group
De Vrije Universiteit Berlijn benoemt stormdepressies in Centraal-Europa. De lagedrukgebieden kregen in 2023 een mannelijke voornaam en de hogedrukgebieden in 2023 een vrouwelijke voornaam.

## Northern and North-Western Group
Deze groep maakt, net als de Vrije Universiteit van Berlijn, geen gebruik van een vooraf vastgestelde namenlijst, maar benoemt stormen wanneer deze van geen enkele andere meteorologische dienst in Europa een naam hebben gekregen en naar verwachting Denemarken, Noorwegen of Zweden zullen treffen.
- Pia
- Ingunn

## Stormen

### Storm Agnes (Killian)
Storm Agnes werd op 25 september 2023 door het Britse Met Office benoemd (naar de Ierse astronoom en schrijfster Agnes Mary Clerke) en er werd voorspeld dat hij sterke wind en zware regen zou veroorzaken in een groot deel van het Verenigd Koninkrijk en Ierland. De storm, die door de Vrije Universiteit van Berlijn en de Deutscher Wetterdienst ook Kilian werd genoemd, trof op 27 september de Britse eilanden waarbij windstoten tot 110 km/h gemeten werden. De storm veroorzaakte beschadiging van gebouwen, verstoring van het openbaar vervoer en stroomonderbrekingen.

### Storm Babet (Viktor)
Storm Babet werd op 16 oktober 2023 door het Met Office benoemd en veroorzaakte overstromingen en harde wind in delen van het Verenigd Koninkrijk. De storm kreeg van de Vrije Universiteit van Berlijn de naam Viktor. Het Met Office gaf "code oranje" af voor delen van Noordoost-Schotland rond Aberdeenshire. Er werd een rode waarschuwing afgegeven voor delen van het zuiden van Aberdeenshire. Met Éireann gaf "code geel" voor het grootste deel van Ierland. Er werd ook een oranje regenwaarschuwing afgegeven voor Zuidwest-Ierland, en er waren overstromingen in het zuiden van het eiland, vooral in het oosten van County Cork waar Midleton bijzonder zwaar werd getroffen. Op 19 oktober werd in delen van Oost-Schotland door het Met Office "code rood" afgegeven. Aan de kust van Inverbervie werd een windstoot van 124 km/u geregistreerd. In de hooglanden registreerde men op de top van Cairngorm een windstoot van 185 km/u. In Brechin, Schotland, kregen bewoners van de gemeenteraad het bevel hun huizen te evacueren. In Denemarken, Zuid-Zweden en Sleeswijk-Holstein in Duitsland ontstond een stormvloed, waarbij grote hoeveelheden water (via het Skagerrak) naar het zuidelijke Kattegat, de Deense zeestraten en de meest westelijke Oostzee werden gestuwd. In delen van Denemarken zal dit naar verwachting de grootste overstromingen in meer dan 100 jaar veroorzaken. Op bepaalde, bijzonder kwetsbare plaatsen werden mensen aangespoord te evacueren.

### Storm Aline (Wolfgang)
Storm Aline werd op 18 oktober 2023 benoemd en kreeg de naam Wolfgang van de Vrije Universiteit van Berlijn. De storm trof op 19 oktober 2023 Spanje en veroorzaakte in verschillende delen van Spanje heel wat schade. Vooral in Galicië waren er meldingen van overstromingen, omgewaaide bomen en afgerukte takken, veroorzaakt door zware regenval en wind.

### Storm Bernard (Xanthos)
Storm Bernard werd op 22 oktober 2023 door het Instituto Português do Mar e da Atmosfera (IPMA) benoemd en de Vrije Universiteit van Berlijn noemde dit systeem op 21 oktober 2023 Xanthos. De storm richtte heel wat ravage aan op het Iberisch schiereiland met windstoten tot 110 km/u. In Andalusië kwam een man om het leven nadat zijn wagen in een aardverschuiving terecht kwam.

### Storm Celine (Benj)
Storm Celine werd op 28 oktober 2023 benoemd en gerapporteerd door het Instituto Português do Mar e da Atmosfera (IPMA), met een koufront en zware regenval, vergezeld van onweersbuien. IPMA voorspelde ook windstoten tot 90 km/u in de hooglanden en golven tot 6 meter hoog. De storm trok op 29 oktober door Midden-Portugal en een dag later door Zuid-Portugal en er was zware regenval in een aantal provincies in Spanje. In de regio Galicië moesten vluchten worden omgeleid, wegen worden afgesloten en liepen promenades onder water. In het westen van Frankrijk werden weerswaarschuwingen gegeven en een 70-jarige vrouw kwam op 29 oktober om het leven door een vallende boom.

### Storm Ciarán (Emir)
Storm Ciarán werd op 29 oktober door het Met Office van het Verenigd Koninkrijk benoemd (naar Ciarán Fearon, een ambtenaar op het ministerie van infrastructuur in Noord-Ierland), terwijl de Vrije Universiteit van Berlijn dit systeem op 30 oktober 2023 de naam Emir gaf. Er werden windsnelheden van 90 tot 120 km/u tot 130 km/u aan sommige kusten voorspeld. Er was zware regenval, wat de overstromingen door de storm Babet een week eerder zal verergeren. Een gele weerswaarschuwing voor regen en wind golden voor Zuid-Wales, Devon en Cornwall, de zuidkust en de oostkust van East Anglia. In Cornwall zaten 4.000 huizen zonder stroom. In Devon werden 250 scholen gesloten. In Dorset werd het Freshwater Beach Holiday Park in Burton Bradstock verwoest. Een caravanpark in Tenby in Wales werd geëvacueerd vanwege overstromingen.
De Storm Ciarán onderging vanaf 1 november een explosieve cyclogenese. De storm trof vooral het eiland Jersey waar een hevige onweersbui een tornado veroorzaakte naast hagel ter grootte van een golfbal en waarbij de windsnelheden van de storm ongeveer 160 km/u bereikten. De zuidkust van Engeland en Frankrijk werd zwaar getroffen door de storm, met recordwindstoten in Frankrijk van circa 208 km/u. De storm veroorzaakte ook overstromingen en enorme golven.
In Nederland en België werd voor de kustprovincies een oranje weerwaarschuwing gegeven voor harde wind. Evenementen werden vanwege de veiligheid op het laatste moment afgelast, waaronder de NK Tegenwindfietsen. In België en Nederland was veel verstoring door geannuleerde vluchten en treinen. Mensen kregen het advies om thuis te werken en niet te autorijden, tenzij dit absoluut noodzakelijk was.
Er waren 15 dodelijke slachtoffers als gevolg van de storm. Een 46-jarige vrouw stierf in Duitsland toen een boom op haar viel. In België vielen twee doden in Gent, een kind van 5 jaar en een vrouw van 64 jaar door vallende takken. In Nederland kwam een persoon om het leven in Venray toen een boom op zijn auto viel. Een 23-jarige vrouw stierf in Spanje door een omgevallen boom. In Frankrijk werden twee doden gemeld, waaronder een 72-jarige man die van zijn balkon werd geblazen. Op 3 november 2023 
kwamen zes mensen om tijdens hevige regenval in de regio Toscane, Italië, waarbij rivieren overstroomden en schade aanrichtten. Verschillende wegen en snelwegen werden afgesloten vanwege aardverschuivingen. Er ontstond ook ernstige schade in Campobasso, Molise en er vonden evacuaties plaats in Veneto terwijl snelwegen werden afgesloten. Op Sardinië wakkerden sterke winden branden aan die hectaren vegetatie verbrandden, terwijl in Capoterra een man werd gedood, en in Tortolì een hele zagerij afbrandde. In totaal was er sprake van meer dan 1 miljoen stroomstoringen.

### Storm Domingos (Fred)
Storm Domingos werd op 3 november 2023 benoemd door het Spaanse Agencia Estatal de Meteorología (AEMET). De storm werd vervolgens op 4 november 2023 door de Vrije Universiteit van Berlijn Fred genoemd. In het noorden van Spanje, in de regio's Galicië, Asturië en Cantabrië werd code rood gegeven. Aan de kust verwachtte de Spaanse weerdienst AEMET golven tot 8 meter. In Galicië werden rukwinden van 170 km/u gemeten en traden kleinere waterlopen buiten hun oevers. De storm trof grotere delen van Frankrijk, waaronder de Atlantische westkust. Op 4 november werd 's avonds code oranje afgekondigd wegens hevige rukwinden in onder meer de Gironde en de Charente-Maritime. Daar werden door de Franse weerdienst Météo-France rukwinden tot 120 km/u verwacht, met golven van 4 tot 9 meter hoog.

### Storm Elisa (Helmoe)
Storm Elisa werd op 9 november 2023 door Météo-France geïdentificeerd, terwijl de Vrije Universiteit van Berlijn het lagedrukgebied de volgende dag Helmoe noemde. Op 9 en 10 november werd code rood afgekondigd in Pas-de-Calais voor overstromingen. De overvloedige neerslag werd voor een deel afgevoerd richting België via de IJzer waardoor er ook in West-Vlaanderen veel wateroverlast was.

### Storm Debi
Storm Debi werd op 12 november 2023 door het Ierse weersinstituut Met Éireann geïdentificeerd. De storm had zware gevolgen voor Ierland op 12 november (zondagavond), voordat het op 13 november (maandagochtend) zijn weg vond naar het Verenigd Koninkrijk. Met Éireann gaf code rode-waarschuwing voor de wind voor 14 provincies: Kerry, Limerick, Tipperary, Clare, Oost-Galway, Zuid-Roscommon, Dublin, Kildare, Laois, Mouth, Meath, Wicklow, Offaly en Westmeath en code geel en oranje voor wind en regen voor de rest van het land. Het Met Office gaf een code gele waarschuwing voor wind voor de regio's East Midlands, North East England, North West England, Wales, West Midlands (regio), Yorkshire, Humber, Midlands, Tayside, Fife en Grampian. De Tornado and Storm Research Organization gaf op zondagavond een tornadowaarschuwing voor een groot deel van Ierland, Wales, Midlands en East Anglia, beginnend van middernacht tot maandagmiddag. De storm trok over de Noordzee op 13 november en bereikte België en Nederland waar door het KMI code geel voor wind afgekondigd werd vanaf de namiddag.

### Storm Frederico (Linus)
Storm Frederico werd op 15 november 2023 door Météo-France geïdentificeerd als een nieuwe depressie en de Vrije Universiteit van Berlijn maakte op 16 november 2023 bekend dat dit systeem de naam Linus zal krijgen. Météo-France voorspelde dat dit systeem in de ochtend van 16 november 2023 in de buurt van de Kanaaleilanden vanuit de Golf van Saint-Malo richting het noorden van Duitsland zou trekken en dat een sterke storm de Provence en Corsica zou bereiken met aanzienlijke windstoten tussen 110 km/u en 120 km/u. Het Met Office gaf een code geel regenwaarschuwing voor de zuidkust van Engeland en Wales, waar overstromingen mogelijk waren. Météo-France gaf code geel voor 55 departementen in Frankrijk, waaronder Île-de-France. De storm trok op donderdagnacht door Zwitserland waar windsnelheden tot 171 km/u gemeten werden. In het kanton Bern kwam een 71-jarige motorrijder om het leven. Het systeem trok vervolgens door zuidoostelijke centrale delen van Europa en bracht zware regen en harde wind naar de Balkan en de zuidelijke kusten van de Zwarte Zee, zoals Turkije. Er werden oranje en gele wind- en sneeuwwaarschuwingen uitgevaardigd voor delen van de Balkan, met name Roemenië, Servië en Bulgarije. Het systeem zorgde voor hevige regen en wat sneeuwval in de westelijke delen van Turkije. Het oostelijke Middellandse Zeegebied werd ook getroffen door Frederico, met code geel waarschuwingen voor overstromingen voor delen van Israël en een oranje waarschuwing voor de kust. De storm trok op 21 november 2023 uit Europa.

### Storm Alexis
Hoewel het een zwak en klein systeem betrof, werd Storm Alexis op 22 november 2023 benoemd door de Italiaanse Servizio Meteorologico vanwege mogelijke overstromingen als gevolg van hevige regen. Er werd voorspeld dat Alexis op vrijdag 24 november 2023 in een anticycloon zou veranderen. De nationale meteorologische dienst voorspelde de aankomst van koude luchtmassa uit Scandinavië, rechtstreeks richting het centrale Middellandse Zeegebied en de Balkan, wat zou resulteren in een drastische temperatuurdaling, vooral in de landen aan de Adriatische Zee. Deze koudegolf wordt ook verergerd door de vorming van de volgende storm, Bettina genaamd. Op 23 november werd gemeld dat Storm Alexis ook overstromingsrisico's met zich mee bracht in Noord-Afrika.

### Storm Bettina
Storm Bettina werd door de Italiaanse Meteorologische Dienst Servizio Meteorologico benoemd. Een koudegolf komende uit Noord-Europa kreeg een groot deel van het continent in zijn greep. Er werd tot 60 cm sneeuw voorspeld voor Oekraïne en Roemenië, met mogelijk sneeuwstormen in delen van Zuid-Europa. Voor veel delen van Zuid-, Midden- en Zuidoost-Europa zijn veel rode en oranje sneeuw-, regen-, wind- en ijswaarschuwingen van kracht. Er zijn rode windwaarschuwingen van kracht voor de kustgebieden van Kroatië, terwijl oranje en gele windwaarschuwingen op grote schaal van kracht zijn voor delen van het Italiaanse schiereiland en voor een groot deel van de Balkan, een groot deel van Griekenland en het eiland Sardinië. Er wordt verwacht dat Turkije ook gevolgen zal ondervinden van dit systeem, met een zware regenbui en daarbij sterke wind, vooral in het westen en noordwesten van het land.

### Storm Pia (Zoltan)
Storm Pia werd op woensdag 20 december benoemd door het Danmarks Meteorologiske Institut (DMI). De Vrije Universiteit van Berlijn noemde dit systeem op 20 december 2023 Zoltan. De storm trok over een deel van Groot-Brittannië en trof op donderdag 21 december Nederland en België. In Nederland werden op de luchthaven Schiphol 200 vluchten geannuleerd vanwege verwachte harde windstoten tot 90 km/u. Door de combinatie van de harde wind en hoog zeewater op de Waddenzee liepen een aantal kades in het Waddengebied onder water. Op donderdag kwam in het Wilp, Gelderland, een 39-jarige vrouw om het leven door een omgewaaide boom. In België werd code geel aangekondigd aan de kust wegens harde wind en in de stad Antwerpen werden de waterkeringspoorten aan de Scheldekaaien gesloten wegens verwacht stormtij. In het Verenigd Koninkrijk liepen tal van vlieg- en treinreizen vertragingen op of werden geannuleerd. De storm trok op donderdag verder over het noorden van Duitsland waar door de hevige wind en regen het treinverkeer verstoord werd. In Stollberg, in het Ertsgebergte werd het verkeer verstoord door grote sneeuwval. In Oostenrijk, in Klosterneuburg kwam een 81-jarige jager om het leven door een omvallende boom. In deelstaat Neder-Oostenrijk was er lawinegevaar, in de deelstaten Opper-Oostenrijk en Tirol kwamen tienduizenden gezinnen zonder stroom te zitten en in de deelstaat Salzburg waren er zware windstoten. In Zwitserland waren er windstoten met snelheden tot meer dan 180 kilometer per uur en in het zuidoosten van Frankrijk, in Gap werden windsnelheden van meer dan 120 kilometer per uur genoteerd. In het weerstation van Val Venosta, in het noorden van Italië (Zuid-Tirol) werd er een record windstoot van 181 kilometer per uur geregistreerd.

### Storm Isha (Iris)
Storm Isha werd op vrijdag 19 januari 2024 benoemd door het Met Office, terwijl de Vrije Universiteit van Berlijn de volgende dag, 20 januari, hetzelfde systeem Iris noemde. In het Verenigd Koninkrijk werden op zondag 21 januari oranje en gele waarschuwingen voor zwaar weer afgegeven. De oranje waarschuwing geldde voor Noord-Ierland, Midden- en Zuid-Schotland, Wales, een groot deel van Noord-Engeland en zuidwestelijke delen van Engeland. Op zondag werd in Brizlee Wood in Northumberland een windsnelheid van 159 km/u gemeten. Treindiensten zoals de Great Western Rail werden uitgesteld totdat de storm voorbij was. In Ierland kwamen circa 170.000 gezinnen zonder stroom te zitten en in Noord-Ierland circa 45.000 als gevolg van de storm. In Ierland kregen de inwoners de raad om binnen te blijven en waren er waarschuwingen voor mogelijke tornado's op verschillende plaatsen aan de kust.
De storm trok in de nacht van zondag op maandag over België en Nederland. In Brussel werd vanaf zondagavond om 18 uur de toegang tot tuinen, parken, bossen en parkeerplaatsen in het Zoniënwoud verboden. Aan de Belgische kust, in Oostende, werden de Oostelijke en Westelijke strekdam en het staketsel gesloten wegens de voorspelde rukwinden van meer dan 90 km/u. Uit voorzorg annuleerde de Nederlandse luchtvaartmaatschappij KLM op maandag 22 januari 65 vluchten. In Noord-Holland en het Waddengebied ging maandagochtend om 2 uur code oranje in omdat windstoten mogelijk oplopend tot 110 kilometer per uur verwacht werden. In de loop van de nacht werd aan de kust en op de Wadden tot windkracht 9 gemeten.